# Северный (Боевое сельское поселение)
Се́верный — посёлок в Исилькульском районе Омской области России. Входит в состав Боевого сельского поселения.

## География
Посёлок находится в юго-западной части Омской области, в лесостепной зоне, в пределах Ишимской равнины, на расстоянии примерно 20 километров (по прямой) к северо-востоку от города Исилькуль, административного центра района.

## История
Основан в 1924 году. В 1928 году хутор Ново-Рождественский № 1 состоял из 25 хозяйств, основное население — русские. В составе Селоозерного сельсовета Исилькульского района Омского округа Сибирского края.

## Население
| 1926 | 2002 | 2010 |
| ---- | ---- | ---- |
| 54   | ↗87  | ↘60  |

Гендерный состав
По данным Всероссийской переписи населения 2010 года в гендерной структуре населения мужчины составляли 53,3 %, женщины — соответственно 46,7 %.
Национальный состав
Согласно результатам переписи 2002 года, в национальной структуре населения русские составляли 90 %.

## Улицы
Уличная сеть посёлка состоит из двух улиц (ул. Восточная и ул. Центральная).